# گروه دی‌اف‌اس
گروه دی‌اف‌اس (انگلیسی: DFS Group) شرکت کالای لوکس هنگ کنگی است، که در سال ۱۹۶۰ توسط چاک فینی تأسیس شد.